# Knolcyperus
Knolcyperus (Cyperus esculentus), ook wel aardamandel en tijgernoot genoemd, is een vaste plant die behoort tot de cypergrassenfamilie (Cyperaceae). Knolcyperus vermeerdert zich hoofdzakelijk vegetatief. De plant komt voor in Eurazië en komt oorspronkelijk uit de warmere gebieden. In de teelt van aardappels en maïs, lelieteelt en de gladiolenteelt wordt knolcyperus beschouwd als een hardnekkig onkruid. De knolletjes werden al geteeld in de Nijlvallei door de Oude Egyptenaren. De Arabieren brachten de knolcyperus in de achtste eeuw mee naar Spanje, van waaruit het zich verder over Europa verspreidde. Vanaf 1970 is knolcyperus waarschijnlijk meegekomen met gladiolenknollen. Sinds 1984 is er in Nederland een bestrijdingsprogramma. 
De plant wordt 30-80 cm hoog en heeft lange slanke wortelstokken en ongeveer 1 cm grote knolletjes. De stengel is scherp driekantig. De langwerpige bladeren zijn 0,4-1 cm breed.
Knolcyperus bloeit in Nederland van juli tot oktober. De kafjes zijn strokleurig tot geelbruin. Er wordt weinig of helemaal geen zaad gevormd.

## Toepassingen
De knolletjes worden in Zuid-Europa gegeten, maar ook wel in Nederland tussen Pasen en Pinksteren. De smaak doet denken aan hazelnoten of amandelen. In Nederland wordt een knolletje 'aardamandel' genoemd, in Frankrijk 'amande de terre' en in Spanje 'chufa'.
De knolletjes bevatten circa 25% vet, 30% zetmeel en 7% eiwit. Het vet bestaat voor een groot deel uit onverzadigde vetzuren, zoals oliezuur en linolzuur. Verder komen, naast vele mineralen, biotine (vitamine H) en rutine, een flavonoïde glycoside voor.
Ook worden de knolletjes gebruikt voor de karpervisserij.

## Teelt
In de regio Valencia wordt in het gebied "l'Horta Nord" knolcyperus geteeld. Hier wordt van de knolletjes de drank horchata (tijgernotenmelk) gemaakt. In maart en april worden de knolletjes gepoot en van oktober tot december geoogst.